# Cacophis
Cacophis es un género de serpientes venenosas de la familia Elapidae que se distribuyen por la mitad este de Australia.

## Especies
Se reconocen las 4 siguientes según The Reptile Database:
- Cacophis churchilli Wells & Wellington, 1985
- Cacophis harriettae Krefft, 1869
- Cacophis krefftii Günther, 1863
- Cacophis squamulosus (Duméril, Bibron & Duméril, 1854)